# Bambusni letopisi
Bambusni letopisi (kitajsko 竹書紀年, pinjin Zhúshū Jìnián). znani tudi kot Letopisi iz grobnice Dži  (kitajsko 汲冢紀年, pinjin: Jí Zhǒng Jìnián), je kronika starodavne Kitajske. Začne se v najzgodnejšem legendarnem obdobju vladavine Rumenega cesarja in sega do leta 299 pr. n. št. Poznejša stoletja letopisov se osredotočajo na zgodovino države Vej v obdobju vojskujočih se držav. Letopisi torej pokrivajo podobno obdobje kot Zapisi velikega zgodovinarja Sima Čjana. Izvirnik Bambusnih letopisov  je bil izgubljen morda med dinastijo Song. Zdaj znani Bambusni letopisi imajo dveh različici: "sedanje" ali "sodobno besedilo", katerega pristnost je sporna, in "starodavno besedilo". 

## Zgodovina besedila
Izvirno besedilo je bilo pokopano skupaj s kraljem Šjangom iz Veja (umrl 296 pr. n. št.). Ponovno odkrito je bilo skoraj šest stoletij pozneje leta 281 n. št. med vladavino Zahodnega Džina (265-420 n. št.). Letopisi so ravno zaradi tega preživeli sežig knjig cesarja Čin Ši Huanga. Druga besedila, najdena v isti grobnici, so Guoju, I Čing in Zgodba o kralju Muju. Bambusni letopisi so napisani na bambusnih letvicah, običajnih  v obdobju vojskujočih se držav. Iz njih izhaja tudi njihovo ime. Letvice so po vrstnem redu uredili in prepisali dvorni učenjaki, ki so delo prepoznali kot državno kroniko Veja. Po besedah Du Juja, ki je videl izvirno besedilo, so se letopisi začeli z dinastijo Šja. Kasnejša posredna poročila pravijo, da so se začeli z Rumenim cesarjem. Ta različica, sestavljena iz 13 zvitkov, je bila izgubljena med dinastijo Song. Različica letopisov na treh zvitkih je omenjena v Zgodovini Songa, napisani leta 1345. Njena povezava z drugimi različicami ni znana.
"Sedanje besedilo" (今本,  jīnběn) je različica besedila z dveh zvitkov, natisnjenega v poznem 16. stoletju.  Prvi zvitek vsebuje skopo pripoved o preddinastičnih cesarjih, začenši z Rumenim cesarjem,  dinastiji Šja in dinastiji Šang. Pripoved je prepredena z daljšimi odlomki o znamenjih, ki so enaki odlomkom v Knjigi Songa iz poznega 5. stoletja. Drugi zvitek vsebuje podrobnejši opis zgodovine Zahodnega Džova, države Džin in njene naslednice države Vej in nima nobenih označenih prehodov. Ta različica podaja leta v skladu s šestdesetletnim ciklom, prakso, ki se je začela v dinastiji Han. Neskladja med besedilom in navedki v starejših knjigah so učenjake, kot sta Čjan Dašin in Šindzo Šindžo, pripeljala do tega, da so zavrnili "sedanjo" različico kot ponaredek. Njihovo mnenje na splošno še vedno velja. Drugi učenjaki, zlasti David Nivison in Edward Shaughnessy, trdijo, da so znatni deli besedila verne kopije izvirnega besedila.
"Starodavno besedilo" (古本, gǔběn) je delna različica, sestavljena s skrbnim preučevanjem citatov izgubljenega izvirnika iz predsongovskega obdobja. Preučevanja so delo Džu Jovdzenga (konec 19. stoletja), Vang Guoveja  (1917) in Fan Šjangjonga (1956). Fang Šiming in Vang Šjuling (1981) sta sistematično primerjala vse razpoložljive citate, namesto da bi sledila prejšnjim učenjakom in poskušala združiti variantne oblike odlomka v eno samo besedilo. Zdi se, da dve deli, ki vsebujeta največ citatov, Šuj Džing Džu (527) in Šidži Suojin Sima Džena  (začetek 8. stoletja), temeljita na nekoliko različnih različicah besedila.

## Prevodi
- (francoščina) Édouard Biot (1841–1842). "Tchou-chou-ki-nien, Annales de bambou Tablettes chronologiques du Livre écrit sur bambou", Journal asiatique, Third series, 12, str. 537–78, and 13, str. 203–207, 381–431.
- (angleščina) James Legge (1865). "The Annals of the Bamboo Books", in "Prolegomena", The Chinese Classics, volume 3, part 1, str. 105–188. Rpt. (1960) Hong Kong: Hong Kong University Press.
- (angleščina) David Nivison (2009). The Riddle of the Bamboo Annals (Zhushu Jinian Jiemi 竹書紀年解謎).  Taipei: Airiti Press.